# Mariah Carey (album)
Mariah Carey – pierwszy, debiutancki album amerykańskiej piosenkarki, Mariah Carey. Album został wydany w USA 12 czerwca 1990 i od razu osiągnął ogromny sukces. Album sprzedał się w 12 milionach kopii i był trzecim co do sprzedaży albumem artystki zaraz po Music Box (1993) i Daydream (1995).

## Pisanie i wydanie
Tommy Mottola i inni z Sony/Columbia wierzyli, że Mariah Carey ma wielki potencjał, aby zostać kolejną wielką gwiazdą, więc jej album był bardzo dokładnie koordynowany przez producentów wykonawczych, ale zostało to przekazane Carey i Benowi Marguliesowi. Mottila i komisja chcieli, aby jej debiutancki album zawierał bardziej współczesne kawałki (tak jak debiut Whitney Houston pt. Whitney Houston z roku 1985, i chcieli, aby Carey nagrała coś podobnego) i pokazało się na rynku R&B i głównym.
Zarząd zatrudnił najlepszych producentów tamtych czasów do produkcji piosenek, które napisali Carey i Margulies, oraz do produkcji i napisania, wraz z Mariah, nowych piosenek. Producenci Ric Wake, Rhett Lwarence i Narada Michael Warden wybrali tylko 6 z 20 piosenek autorstwa Carey i Marguliesa do początkowej wersji albumu.
W celu zwiększenia sprzedaży, w Australii wydano specjalną edycję dwupłytową, zawierającą piosenki w wersji live, ekskluzywne wywiady i "pytania i odpowiedzi".

## Przyjęcie albumu
Mariah Carey zaśpiewała trzy piosenki przy zaproszonej publiczności, zanim wydano Mariah Carey. Swój debiut telewizyjny zaliczyła w programie The Arsenio Hall Show, a Columbia Records zaaranżowała jej występ na finałach NBA, gdzie miała zaśpiewać "America the Beautiful". Carey była także proszona o wyjazd w trasę koncertową, ale ona odmówiła.
Mariah Carey zadebiutował na U.S. Billboard 200 na miejscu 80., a w swoim czwartym tygodniu znalazł się w pierwszej dwudziestce. Na pierwszym miejscu znalazł się w swoim 43. tygodniu i utrzymał się na nim przez jedenaście kolejnych tygodni- najdłużej ze wszystkich albumów Carey. W pierwszej dwudziestce, album znajdował się przez 63 tygodnie, a na Billboard 200- spędził 113 tygodni. Album zdobył 9-krotną platynę od RIAA 15 grudnia 1999. Jest to najlepiej sprzedający się album debiutancki w USA, a w 2006 roku rozszedł się tam w ponad 9 milinach kopii. Był to także najlepiej sprzedający się album w 1991 roku w tym kraju.
Album był sukcesem także poza USA. Najlepiej sprzedawał się w Kanadzie, gdzie pokrył się 7-krotną platyną. Album znalazł się także na 6. miejscu list brytyjskich i australijskich. Album sprzedał się w ponad 18 milionach kopii na całym świecie.

## Lista utworów
1. "Vision of Love" (Carey, Ben Margulies) – 3:30
2. "There's Got To Be a Way" (Carey, Ric Wake) – 4:53
3. "I Don't Wanna Cry" (Carey, Narada Michael Walden) – 4:48
4. "Someday" (Carey, Margulies) – 4:08
5. "Vanishing" (Carey, Margulies) – 4:12
6. "All in Your Mind" (Carey, Margulies) – 4:45
7. "Alone in Love" (Carey, Margulies) – 4:12
8. "You Need Me" (Carey, Lawrence) – 3:51
9. "Sent from up Above" (Carey, Lawrence) – 4:04
10. "Prisoner" (Carey, Margulies) – 4:24
11. "Love Takes Time" (Carey, Margulies) – 3:49

## Pozycje na listach przebojów
| Lista            | Najwyższa pozycja | Certyfikat | Sprzedaż    |
| ---------------- | ----------------- | ---------- | ----------- |
| Australia        | 6                 | 5xPlatyna  | 350,000+    |
| Brazylia         | -                 | -          | 50,000+     |
| Francja          | 17                | Złoto      | 100,000+    |
| Hiszpania        | 35                | -          | 25,000+     |
| Holandia         | 5                 | Platyna    | 60,000+     |
| Japonia          | 13                | 4xPlatyna  | 900,000+    |
| Kanada           | 1                 | 7xPlatyna  | 700,000+    |
| Korea Południowa | -                 | Platyna    | 100,000+    |
| Niemcy           | 24                | -          | 100,000+    |
| Norwegia         | 4                 | Złoto      | 25,000+     |
| Nowa Zelandia    | 4                 | 4xPlatyna  | 60,000+     |
| Singapur         | 4                 | 3xPlatyna  | 45,000+     |
| Szwajcaria       | 15                | Złoto      | 25,000+     |
| Szwecja          | 8                 | Platyna    | 100,000+    |
| Włochy           | 24                | Platyna    | 100,000+    |
| Wielka Brytania  | 6                 | Platyna    | 450,000+    |
| USA              | 1                 | 9xPlatyna  | 9,000,000+  |
| Europa           | -                 | Platyna    | 1,250,000+  |
| Świat            | -                 | -          | 18,000,000+ |